# Палаванская летяга
Палаванская летяга (лат. Hylopetes nigripes) — небольшой грызун семейства беличьих. Эндемик филиппинских островов Палаван и Банкалан. Видовое название лат. nigripes означает «черноногий».

## Описание
Общая длина достигает 60 см, из которых 31 см приходится на хвост, вес 530 г. Глаза большие. Между передними и задними конечностями расположены характерные для летяг покрытые волосами кожаные перепонки. Окраска меха, как правило, серого цвета разных оттенков.

## Образ жизни
Обитает в субтропических и тропических лесах. Активна в ночное время. Полностью древесный вид, живёт в низменных, тропических первичных и вторичных лесах, гнездится в полостях крупных деревьев. Обычно встречается в равнинных, но иногда в горных лесах.
Питается орехами, фруктами, молодыми побегами растений и семенами. Иногда выходит кормиться в сельскохозяйственные угодья, где питается кукурузой, тыквой и бобами.

## Популяция
Размер популяции постоянно сокращается. Близок к исчезновению из-за потери мест обитания в результате вырубки лесов и охоты ради мяса и торговли животными. Сейчас территория проживания, вероятно, менее 20 000 квадратных километров.

## Подвиды
Выделяют два подвида: Hylopetes nigripes nigripes, который встречается на Палаване, и Hylopetes nigripes elassodontus, обитающий на острове Банкалан.